# 소재섭
소재섭(蘇在燮, 1973년 11월 30일 ~ )은 대한민국의 기업인 출신 정치인이다. 제6·7·8대 광주광역시 북구의원이다.

## 학력
- 광주고등학교 졸업
- 조선대학교 자연과학대학 유전공학과 학사 졸업

### 비학위 수료
- 전남대학교 정책대학원 행정학 석사 졸업

## 경력
- 금강산 여행사 이사
- 광주광역시·전라남도 진보연대 상임집행위원
- 한국유스호스텔 광주·전남연맹 이사
- 조선대학교 민주화운동연구원 운영위원
- 조선대학교 민주화운동기념사업회 이사
- 광주 청년나눔센터 공동대표
- 광주·전남청년연대 부의장
- 큰솔학교 지역아동센터 운영위원
- 민주노동당 중앙당 대의원
- 사랑의 몰래산타 광주본부 공동대표
- 삼각동 송전탑 지중화 주민모임 공동대표
- 2010.07 ~ 2014.06 제6대 광주광역시 북구의회 의원
- 2010.07 ~ 2012.07 제6대 광주광역시 북구의회 전반기 의회운영위원회 위원
- 2010.07 ~ 2012.07 제6대 광주광역시 북구의회 전반기 행정자치위원회 위원
- 2010.07 ~ 2012.07 제6대 광주광역시 북구의회 전반기 예산결산특별위원회 위원
- 2010.10 ~ 2013.11 제6대 광주광역시 북구의회 대형마트·SSM입점저지를위한특별위원회 위원
- 2012.07 ~ 2014.06 제6대 광주광역시 북구의회 후반기 의회운영위원회 위원
- 2012.07 ~ 2014.06 제6대 광주광역시 북구의회 후반기 행정자치위원회 위원
- 2012.07 ~ 2014.06 제6대 광주광역시 북구의회 후반기 윤리특별위원회 위원
- 2012.07 ~ 2014.06 제6대 광주광역시 북구의회 후반기 도시보건위원회 위원
- 2012.07 ~ 2014.06 제6대 광주광역시 북구의회 후반기 예산결산특별위원회 위원
- 2014.07 ~ 2018.06 제7대 광주광역시 북구의회 의원
- 2014.07 ~ 2016.07 제7대 광주광역시 북구의회 전반기 경제복지위원회 위원
- 2014.07 ~ 2016.07 제7대 광주광역시 북구의회 전반기 예산결산특별위원회 위원장
- 2015.02 ~ 2015.02 제7대 광주광역시 북구의회 대형마트입점저지와지역상권을지키기위한특별위원회 위원
- 2015.03 ~ 2015.06 제7대 광주광역시 북구의회 광주역 활용방안마련을 위한 특별위원회 위원
- 2016.03.10 민중연합당 입당
- 2016.07 ~ 2018.06 제7대 광주광역시 북구의회 후반기 도시보건위원회 위원장
- 민중당 광주시당 북구 지역위원회 위원장
- 2018.07 ~ 2022.04 제8대 광주광역시 북구의회 의원
- 2018.07 ~ 2020.07 제8대 광주광역시 북구의회 전반기 경제복지위원회 부위원장
- 2018.07 ~ 2020.07 제8대 광주광역시 북구의회 전반기 예산결산특별위원회 위원
- 2018.07 ~ 2020.07 제8대 광주광역시 북구의회 전반기 도시균형발전특별위원회 위원
- 2020.03 ~ 2020.05 제8대 광주광역시 북구의회 일곡지구 재매립폐기물대책 특별위원회 위원
- 2020.07 ~ 2022.04 제8대 광주광역시 북구의회 후반기 의회운영위원회 위원
- 2020.07 ~ 2022.04 제8대 광주광역시 북구의회 후반기 행정자치위원회 위원
- 2020.07 ~ 2022.04 제8대 광주광역시 북구의회 후반기 도시균형발전특별위원회 위원

## 역대 선거 결과
|  | 18.89% |

|  | 17.18% |

|  | 14.63% |

|  | 34.28% |